# Enrico Peretti
Enrico Peretti (4 settembre 1961) è un ex pattinatore di short track italiano.

## Carriera
Ai XV Giochi olimpici invernali di Calgary Enrico Peretti vinse, assieme a Orazio Fagone, Hugo Herrnhof e suo fratello Roberto Peretti, la medaglia d'argento nella staffetta 5000m dello short track, allora sport dimostrativo.  
Fu anche campione del Mondo con la squadra italiana nella staffetta 5000m a St.Louis nel 1988 e vicecampione del mondo a Montréal nel 1987, sempre nella staffetta 5000m.